# Antonino Sartini
 (30 septembre 2020).
Antonino Sartini est un peintre italien né à Crespellano en 1889 et mort à Bazzano le 7 mai 1954.
Appelé le « peintre de la sérénité » , il appartient au groupe de peintres paysagistes du début des années 1900 de « l'école bolonaise de peinture », dont font partie Luigi et Flavio Bertelli et Guglielmo Pizzirani, qui ont peint les paysages de la région d'Émilie-Romagne.

## Biographie

### Contexte familial
Né en 1889 à Crespellano, Antonino Sartini se forme dans un environnement propice à l'art et la peinture : son père, Luigi, est décorateur et lui apprend les premières notions de peinture. Son frère Giuseppe est également peintre.

### Les débuts
Pendant la Première Guerre mondiale, il effectue son service militaire dans le service de santé, d'abord à l'hôpital militaire de Bologne, puis dans les hôpitaux de campagne, près du front.
En février 1918, Sartini trouve un emploi de dessinateur au bureau d'enregistrement foncier et commence à peindre en suivant les leçons de ses « maîtres » Alessandro Scorzoni et Flavio Bertelli. Sartini restera ami avec ce dernier tout au long de sa vie, notamment en accueillant Flavio Bertelli à Crespellano pendant une période de difficultés économiques au début des années 1930, et en partageant avec lui le studio de via del Poggiale (désormais via Nazario Sauro, rue Nazario Sauro) à Bologne pendant de nombreuses années.

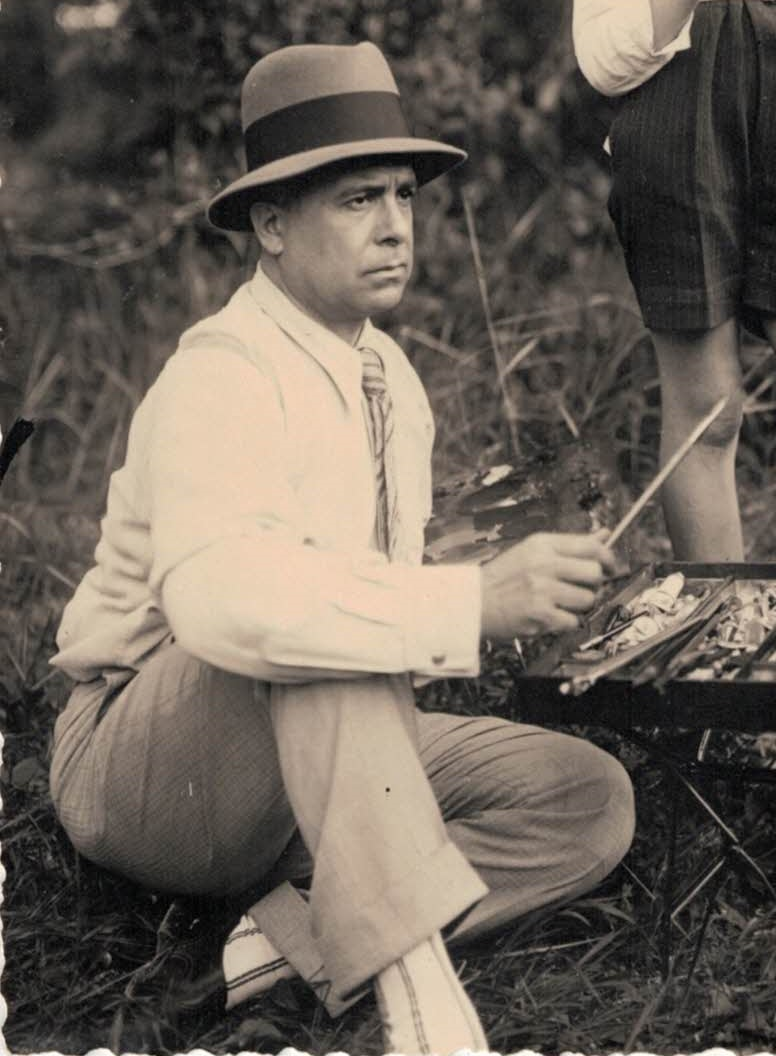
Photo d'Antonino Sartini en 1934

### Les années 1930-1935
Les premières œuvres connues de Sartini datent de la fin des années 1920, et sa première exposition personnelle a lieu en janvier 1931 à la Galleria d'Arte della Casa Berti Pichat, où il présente 27 œuvres dans sa propre salle, aux côtés d'autres espaces réservés à Flavio Bertelli et à d’autres peintres. La critique est positive. Le chroniqueur Armando Pelliccioni écrit en 1931 dans le journal Il Pavaglione : 

« Antonino Sartini est une nouvelle recrue qui rejoint la nombreuse équipe d'artistes bolonais. C'est un débutant qui s'annonce, avec de telles qualités que de nombreuses étoiles du firmament local n'ont pas encore acquises et, peut-être, ne les atteindront jamais. »

Un autre chroniqueur, Nino Padano, écrit dans le Corriere Padano, également en 1931 :

« Antonino Sartini, qui est exposé au public pour la première fois, était une sorte de révélation. En fait, dès que vous entrez dans la pièce, vous avez immédiatement l'impression d'être attiré par la variété lumineuse et chantante de sa palette. »

Le même chroniqueur écrit dans le journal Le arti plastici : « Sartini a un goût inné incontestable et vif pour la peinture ». Enfin, le chroniqueur Italo Cinti, écrit dans Il comune di Bologna : « Sartini est une source de joie : il a de telles œuvres que certains censeurs très indignés aimeraient aussi ».
En août 1931, il participe à L'exposition du paysage de la Porretta à Porretta Terme avec d'autres peintres, dont son ami Flavio Bertelli. Dans les années suivantes, la présence des œuvres de Sartini dans les expositions locales se multiplie.

#### Les Cercles artistiques
En octobre 1932, l’exposition du Circolo Amici dell’Arte (Cercle des Amis de l'Art) a lieu au Circolo della Stampa à via Galliera et Sartini est présent avec d’autres peintres bolonais.
En 1933, Sartini participe à quatre événements : en janvier, au Palazzo Albicini à Forlì, où il est invité avec Flavio Bertelli et d'autres peintres. De nouveau en janvier-février, il expose à l'Esposizione del bozzetto (Exposition du croquis), mise en place par la Société Amici dell'Arte au siège de la Via Santo Stefano. Entre mai et juin, il fait partie des artistes présents à l'exposition tenue dans la Sala degli Anziani au Palazzo d'Accursio, et qui clôt la première année de vie du Circolo Amatori e Cultori de Bologne.
En août, Sartini obtient la médaille d'or à l'exposition organisée à Riccione, par le même club dans le cadre de l'exposition « Mostra campionaria benefica ». En juillet, un long article d'Italo Cinti dédié à Antonino Sartini est publié dans le périodique  Il Comune di Bologna.
En mars 1934, une exposition de quatre peintres est proposée au Circolo Artistico (Cercle artistique) dont Sartini, qui présente diverses œuvres, Montagna Modenese et Rio della Cassola. En avril, à nouveau le Circolo Artistico (Cercle artistique) renaissant (résultat de l'unification des différents cercles bolonais d'amateurs d'art voulu par le nouveau podestà, Angelo Manaresi), organise une grande exposition d'œuvres d'Adolfo De Carolis dans les salles de la Cassa di Risparmio du Palazzo Pepoli. Cette exposition s'accompagne d'une exposition d'artistes locaux, dont Sartini qui expose un paysage. En mai, Sartini est également présent à la IV Esposizione dell'Arte del Paesaggio (IVe Exposition de l'Art du Paysage) qui se tient à la Littoriale.
En mai 1935, une exposition de sept peintres a lieu dans le nouveau siège du Circolo Artistico (Cercle Artistique), via Zamboni. Sartini présente Povere cose sotto la neve (Pauvres choses sous la neige), Case sul Ravone (Maisons sur le Ravone), Giornata grigia (jour gris), Vita rustica (vie rustique), Via San Mamolo et d'autres paysages capturés aux abords de la ville, surtout là où les dernières maisons bordent champs, arbres et ruisseaux, laissant la campagne ouverte. La même année, une nouvelle exposition des Apennins toscano-émiliens a lieu à Porretta.

### Les années 1936-1945
Dans la seconde moitié des années 1930, il participe aux expositions du Circolo Artistico di Bologna (Cercle artistique de Bologne) et aux plus grandes expositions syndicales provinciales et interprovinciales.
En mars 1936, c’est au tour du Circolo Culturale (Cercle Culturel), et dans ce cas les chroniqueurs parlent expressément de peintres bolonais du XIXe siècle, réunissant Luigi Serra, Luigi Bertelli, Alessandro Scorzoni, Flavio Bertelli et Sartini, qui présente l'œuvre Cappella di montagna (Chapelle de montagne). Le même mois, l'exposition, désormais traditionnelle de peinture et de sculpture du Circolo Artistico di Bologna (Cercle Artistique de Bologne), se tient également dans les deux salles sociales de la Via Oberdan. En novembre s'ouvre la V° Mostra sindacale dell'Emilia Romanga (Ve Exposition syndicale de l'Émilie-Romagne), à laquelle le jury invite plus d'une centaine d'artistes, dont Sartini.
En novembre 1938, il est à nouveau invité au Mostra sindacale dell'Emilia Romanga (Exposition syndicale de l'Émilie-Romagne), l'exposition qui, selon les chroniqueurs, « rassemble la meilleure production artistique des huit provinces d'Émilie-Romagne ».
Entre mars et avril 1939, Sartini est à nouveau présent à l'exposition des membres du Circolo Artistico di Bologna (Cercle Artistique de Bologne): 45 œuvres de 23 peintres sont présentées, dont Flavio Bertelli et Sartini.
Le dernier rendez-vous d'exposition de Sartini a lieu à l'automne 1942, lors de l'ouverture de la IX Mostra Interprovinciale del Sindacato (IXe Exposition syndicale interprovinciale) dans les halls du Dopolavoro Professionisti e Artisti.

### Après la guerre
Après la guerre, son activité se réduit. Il y a peu d’expositions auxquelles il participe: l'exposition de Casalecchio de 1953 ; une exposition indéterminée dans un musée milanais et certainement les expositions périodiques du Circolo Artistico di Bologna (Cercle artistique de Bologne).
Flavio Bertelli, son collègue et ami, décède à l'hôpital de Rimini en 1941.
Antonino Sartini meurt le 7 mai 1954 à l'hôpital de Bazzano (maintenant appelé Valsamoggia). « On estime que ses œuvres se montent à quelques centaines », écrit l'auteur anonyme d'un bref mémoire biographique rédigé à la demande de la préfecture en 1959, à l'occasion de la décision de la mairie de Crespellano de nommer une rue en l'honneur d'Antonino Sartini.

## L'amitié avec Alfredo Baldi
Deux grands groupes détiennent les peintures de Sartini après sa mort : les parents du peintre, et son ami Alfredo Baldi, qui a acheté les peintures du vivant du peintre. D'autres peintures sont allées aux galeries d'art. Les tableaux qui appartenaient à la collection de Alfredo Baldi peuvent être reconnues car, au dos des toiles, les mots PROPRIETA' BALDI (Propriété Baldi) sont inscrits.

## Style

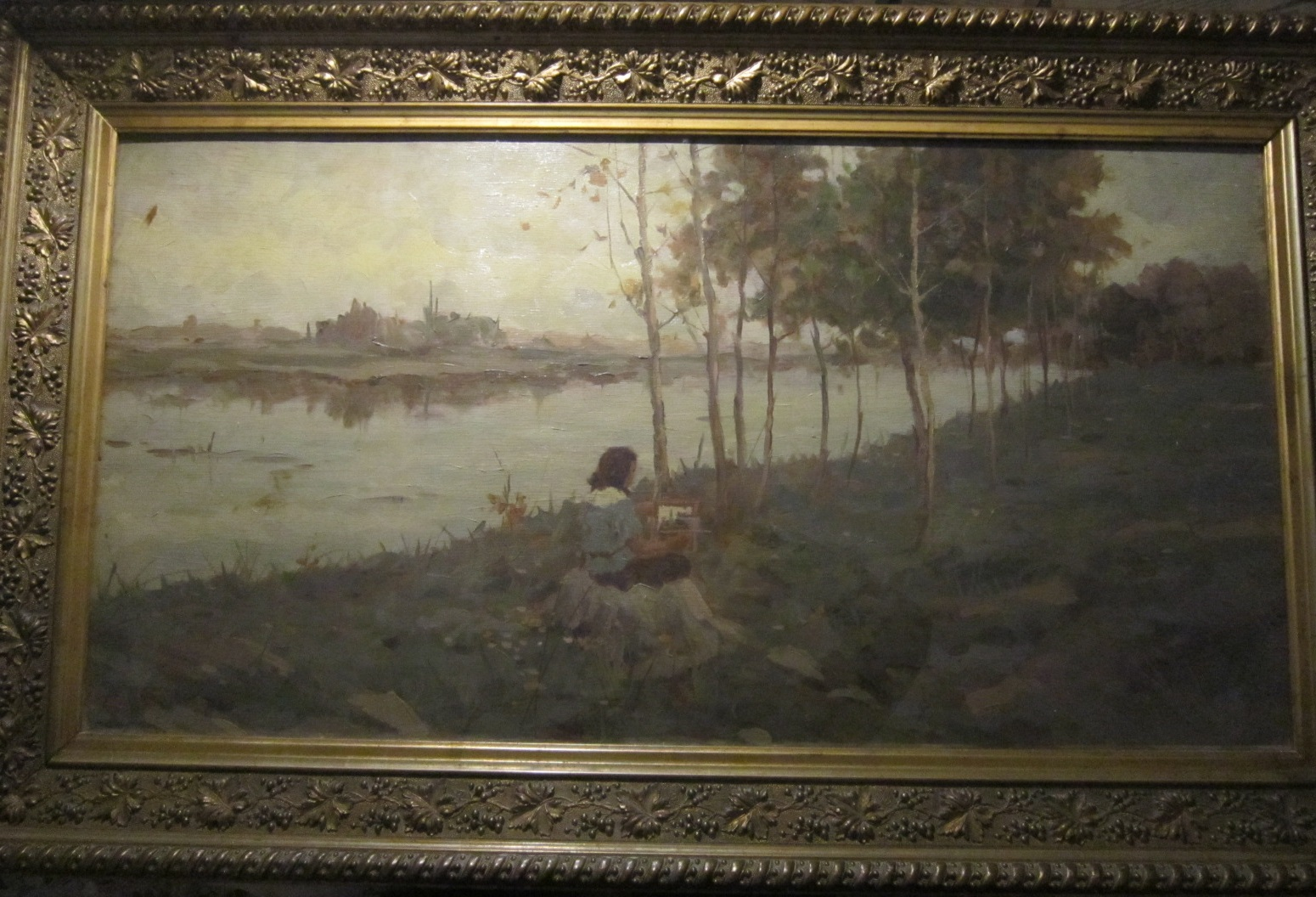
Donna in riva al fiume ("Femme au bord de la rivière" ; collection privée)

Antonino Sartini trouve dans la nature et dans les gestes antiques du quotidien rural les sujets idéaux de son inspiration picturale, déversant dans chacun de ses paysages des images sereines et reposantes, enrichies de couleurs chaudes et jamais ondulées.
Ses images paysagères sont capturées aux abords de la ville, notamment là où les dernières maisons bordent les champs, les arbres et les cours d'eau, pour laisser le champ libre à la campagne. Dans ces lieux, Sartini s'immerge dans la contemplation de la nature qui l'entoure et traduit le sentiment des choses et leur harmonie en peinture. Et c'est précisément l'harmonie des choses que Sartini cherche et trouve sous son propre angle d'observation, exprimant, avec le pinceau, le sentiment et la sérénité qui le saisit, avec cette modestie contemplative, chaste et sereine de celui qui apprécie l'harmonie de ce qui l'entoure et veut l'immortaliser et mieux encore le célébrer, en le communiquant aux autres.
À ce propos, Amleto Montevecchi écrit: « La peinture de Sartini est harmonieuse: parfois solidement sonore, se déroulant en chansons étalées dans la lumière, parfois doucement calmes, exprimées en voix tamisées d'éclairs fugaces. Lui, qui sait choisir les coupes de ses peintures, préfère les lieux ermites, les coins solitaires, les églises lointaines et les routes de campagne et de montagne où le soleil joue à toute heure et laisse l'empreinte chaleureuse et lumineuse de l'instant qui passe ».
La peinture de Sartini a quelque chose du style des Macchiaioli soumise aux influences bien connues des Bertelli (Luigi et Flavio). En fait, Umberto Beseghi (érudit et historien de l’art, contemporain de Sartini) écrit: « Antonino Sartini a été défini comme un Bertellien. Dire cela n’enlève rien à lui et à son art. Cependant, nous devons aussi reconnaître que l’école des deux grands peintres bolonais, Sartini a ajouté sa propre personnalité, sur son propre style et cette bonté sereine qui était dans son caractère ».
Sa manière de peindre se caractérise par des touches légères, avec une tache ronde, qui donnent une impression de forme, sans l'alourdir de contours ou de masses accentuées. En fait, dans nombre de ses œuvres, tout apparaît intuitivement dans son essence, comme évoqué sinon reconstruit et humanisé, à travers une image lumineuse, jamais froidement descriptive des choses, où le spectateur est libre de la compléter et de la contempler avec son propre sentiment. Beaucoup de ses tableaux en témoignent, notamment Bucato al sole de 1930, Paesaggio de 1931, propriété de la Galleria d'Arte Moderna de Bologne, Lungo il rio de 1935, Tessitrice de 1940.
Sartini ne se limite pas à peindre des paysages, mais réalise aussi des portraits .

## Œuvres datées
- Madonna del rosario, (Madone du chapelet) 1927 (copie du tableau du peintre Carlo Cignani, conservé à la galerie des Offices à Florence), huile sur panneau, 36 x 48 cm, collection privée.
- Una via di Bazzano, (Une rue de Bazzano) 1929, huile sur panneau 46x35 cm, collection privée.
- Ritratto di Elvira Gennari, (Portrait d'Elvira Gennari) 1929, huile sur panneau 27 x 38 cm, collection privée.
- Casolare Martignone, (Maison de campagne Martignone) vers 1930, huile sur panneau 36x27 cm, collection particulière.
- Pini a Villa Meloncello, (Pins dans la villa Meloncello) vers 1930, huile sur panneau 40x28 cm, collection privée.
- Vecchie capanne, 1931, (vieilles cabanes) 1931, huile sur panneau 47x32 cm, collection privée.
- Canto della primavera, (Chanson du printemps), 1931, huile sur panneau 36x28 cm, collection privée.
- Collagna di Reggio Emilia,1931, huile sur panneau 34x22 cm, collection privée.
- Chiesa di via lame (vista da via del Rondone), (Église de la via lame, vue de la via del Rondone), 1931, huile sur panneau 55x41 cm, collection privée.
- Frutteto in fiore, 1931, (Verger en fleurs) 1931, huile sur panneau 24x20 cm, collection privée.
- Vacca al pascolo, (Vache au pâturage) 1932, huile sur panneau 52x38 cm, collection privée.
- Salita collinare, (montée de colline) 1932, huile sur panneau 23x16 cm, collection privée.
- Una strada a Monteveglio, (Une rue de Monteveglio), 1933, huile sur panneau 33x23 cm, collection privée.
- Inizio del paese, (Début du village) 1933, huile sur panneau 43x27 cm, collection privée.
- Tiola di castello di Serravalle, vers 1933, huile sur panneau 25x16 cm, collection privée.
- Il pozzo, (le puits) 1934, huile sur panneau 40x28 cm, collection privée.
- Strada di alta montagna, (Route de haute montagne) vers 1935, huile sur panneau 32x23 cm, collection privée.
- Primavera, (printemps) vers 1935, huile sur panneau 31x19 cm, collection privée.
- L’alberello, (le petit arbre) 1936, huile sur panneau 26x19 cm, collection privée.
- Autunno, (Automne) 1936, huile sur panneau 27x19 cm, collection privée.
- Baragazza,1938, huile sur panneau 44x31 cm, collection privée.
- Ca’ nuova di Sasso Marconi, vers 1940, huile sur panneau 33x24 cm, collection privée.
- Campo in argine, 1941, huile sur panneau 70x56 cm, collection privée.
- Via dell’osservanza, vers 1941, huile sur panneau 36x25, collection privée.
- Case sul poggio, 1942, huile sur bois 40x28 cm, collection privée.
- Il prato all’inizio del bosco, (Le pré au début du bois) 1942, huile sur panneau 35x25 cm, collection privée.
- Torretta in via di Ravone, (Tour de la via de Ravone) vers 1942, huile sur panneau 26x17 cm, collection privée.
- Pozzo a Randa del Ravone, (puits à Randa du Ravone), 1942, huile sur panneau 25x17 cm, collection privée.
- Ponte nel bosco, (Pont dans les bois)1945, huile sur panneau 33x23 cm, collection privée.
- Pollaio all’aria aperta, (Poulailler en plein air), 1945, huile sur panneau 38x27 cm, collection privée.
- Il casolare celato, (maison de campagne caché) 1945, huile sur panneau 35x25 cm, collection privée.
- Intimità, (Intimité) 1946, huile sur panneau, 23 x 32 cm, collection privée.
- Donna in riva al fiume, (Femme au bord de la rivière) 1946, huile sur panneau 95x50 cm, collection privée.
- Case sotto il colle, (Maisons sous la colline) 1946 huile sur panneau 26x17 cm, collection privée.
- Ruscello solitario, (Ruisseau solitaire) 1950 huile sur panneau 22 x 30 cm, collection privée.
- Spiagge di Rimini, (Plages de Rimini) vers 1950, huile sur panneau 39x28cm, collection privée.
- Il reno a Marzabotto, 1950, huile sur panneau 33x24 cm, collection privée.
- Strada del porto di Rimini, (route vers le port de rimini) vers 1950, huile sur panneau 26x17 cm, collection privée.
- Le spigolatrici del mare, vers 1950, huile sur panneau 26x18 cm, collection privée.
- Porto di Rimini, (Port de Rimini) vers 1950, huile sur panneau 47x32, collection privée.
- Chioggia, 1951, huile sur panneau 31x25 cm, collection privée.
- Sponda del Samoggia a Monteveglio, 1952, huile sur panneau 23x16 cm, collection privée.
- Crespellano sotto la neve, (Crespellano sous la neige) 1953 cm, huile sur bois 30x22, collection privée.

## Œuvres (non datées)
- Colli dell’osservanza, huile sur panneau 26x16 cm, collection privée.
- Ritratto di Alfredo Baldi, (Portrait d'Alfredo Baldi) huile sur panneau 17 x 23 cm, collection privée.
- Casa tra i pini, (Maison au milieu des pins) huile sur panneau 29 x 39 cm, collection privée.
- Case nel bosco, (Maisons dans les bois) huile sur panneau 32 x 47cm, collection privée.
- Casolare, (maison de campagne) huile sur panneau 26 x 36 cm, collection privée.
- Crespellano, huile sur panneau 35 x 44 cm, collection privée.
- Ritratto di Gianna Pasotti, (Portrait de Gianna Pasotti, belle-sœur de l'épouse de l'ami de Sartini, Baldi Alfredo), huile sur panneau 25 x 38 cm, collection privée.
- Quercia secolare, (Chêne séculaire) huile sur panneau 57 x 44 cm, collection privée.
- Il campo di grano, (Le champ de blé) huile sur panneau 30 x 43 cm, collection privée.
- Polli nel campo, (Poulets dans le champ) huile sur panneau 12 x 23 cm, collection privée.
- Rio Cassola, huile sur panneau, 34 x 48 cm, collection privée.

## Postérité
Dans le hameau de Crespellano (commune de Valsamoggia) une rue est dédiée à Antonino Sartini.

## Expositions posthumes
En 1956, du 14 au 28 octobre, le Cercle Artistique de Bologne propose une sélection de 70 œuvres (c'est ainsi qu'écrivent les chroniques d'art, même si seules 44 toiles sont répertoriées dans le catalogue), introduites par un souvenir affectueux d'Umberto Beseghi, président du cercle lui-même. Il souligne l'apport d'idées et de travail que l'artiste a apporté à l'association (notamment à l'occasion de la rétrospective Flavio Bertelli) et rappelle son «regard plein de lumière», observant que pour lui « le paysage et le portrait sont un moyen de communication picturale entre le sujet et l'observateur ». La presse de la ville traite l'initiative avec intérêt.
La deuxième rétrospective se tient du 1er au 15 janvier 1970, à la Galleria Caldarese. Dans le catalogue il n'y a pas de nouveau texte critique, mais les jugements critiques les plus aigus exprimés au fil des ans sur l'art de Sartini, de ceux d'Italo Cinti et Amleto Montevecchi aux quelques comptes rendus d'après-guerre. Parmi les œuvres exposées figurent le Portrait de Flavio Bertelli, la Tessitrice (la tisserande) et Nostalgia (la nostalgie), ainsi qu'une sélection de vues de paysages. En mai de la même année, l'administration municipale de Crespellano promeut et organise une grande exposition dans la salle du conseil municipal, remplie de tableaux confiés pour la plupart par la famille de l'artiste et ordonnés par G. Guicciardi.
En 1989, une exposition sur Antonino Sartini pour le centenaire de sa naissance a lieu à la Galleria Sant’Isaia de Bologne. C'est Luigi Calanca, maire de Crespelano de 1975 à 1987, qui introduit l'exposition avec un texte aigu, qui montre pour la première fois plusieurs pages du journal du jeune homme, rédigé en 1912, lorsque Sartini s'adresse idéalement et plein d'amour à une jeune petite amie, décédée prématurément en 1918.
En 2003, une exposition des œuvres d'Antonino Sartini a lieu au Palazzo Stella à Crespellano, organisée par l'historienne de l'art Marilena Pasquali, l'une des plus grandes connaisseuses des œuvres de Sartini.
Entre 2009 et 2010 à Bologne, une exposition intitulée «Paysages, villages, quartiers - Peinture émilienne entre 800 et 900» est organisée, par Beatrice Buscaroli, à la Fondation Carisbo, à la Casa Saraceni. L'exposition comprend soixante-dix tableaux qui racontent l'histoire et la transformation du territoire bolonais à travers la reproduction de campagnes, collines, montagnes, fermes, ruisseaux et champs cultivés, qui représentent les principaux sujets des peintures. Parmi les artistes, il y a naturellement Antonino Sartini, ainsi que d'autres paysagistes comme Luigi Bertelli et d'autres.
L'exposition Antonino Sartini (1889-1954) Œuvres inédite  se tient du 14 décembre 2013 au 12 janvier 2014, au Palazzo Garagnani, à Crespellano.
En 2016, certaines œuvres d'Antonino Sartini sont exposées à la Villa delle Rose à Bologne. Toujours en 2016, à la Galerie Fondantico de Bologne, la « Deuxième Exposition de Peinture bolonaise de 1940 à nos jours » a lieu, où Antonino Sartini est l'un des peintres sélectionnés.
En 2019, à la Galerie Fondantico de Bologne, se tient l'exposition « Peintre de Bologne. Peintures de 1866 à 1976 », où Antonino Sartini est l'un des peintres sélectionnés.